# Secondo Bignardi
Secondo Bignardi (Modena, 1º aprile 1925 – Modena, 12 luglio 1998) è stato un disegnatore e animatore italiano.

## Biografia
Secondo Bignardi ha studiato all'istituto d'arte Adolfo Venturi di Modena e nel 1949 ha conseguito il diploma di scenografo all'accademia d'arte di Bologna.
Ha collaborato a diversi cartoni animati sin dal 1948, in particolare fu scenografo dei cortometraggi "Ali Califfo di Bagdad e Dintorni" e "L'Asino e la Pelle del Leone" prodotti da Paul Campani, primi cortometraggi del genere nel dopoguerra. Nel 1950 diviene socio della Paul Film di Modena. Il 3 maggio 1958 sposa Maria Eugenia Vandelli, dalla quale ha avuto cinque figli (Stefano, Fabio, Marcella, Elisabetta, Filippo). 
Nel 1962 diviene regista e capo animatore della Cartoons Film di Milano dove collabora con i registi Jimmy Murakamy, Herry Hess, George Singer. Nel 1963 collabora con la Unioncartoons, e nel 1965 torna a Modena per fondare lo Studio Bignardi, dove collabora con Ellie Bobardous e Stepan Zavrel per la creazione di "Heart of Hearts" (1967) e di "Ogni regno" (1969). Dal 1972 comincia la sua collaborazione con i fumettisti Hugo Pratt, Guido De Maria, Bonvi e Giancarlo Governi e realizza una serie di episodi televisivi per la trasmissione "Gulp! fumetti in tv", e quindi nel 1977 per "Supergulp! fumetti in tv", della quale realizza anche le prime due sigle. 
Nella seconda metà degli anni settanta viene designato consigliere del Gruppo Produttori Film D'animazione dell'ANICA e membro del direttivo dell'ASIFA internazionale. Fece anche parte del comitato di organizzazione del festival di Lucca.
Dal 1985 collabora con Bruno Bozzetto insieme al quale realizza animazioni per il programma Quark di Piero Angela. Sempre negli anni ottanta crea il "laboratorio di formazione professionale per giovani autori di film d'animazione" che entra a far parte dell'istituto per la diffusione del cinema di animazione (ISCA).

## Filmografia
Animatore
- 1991: Volere volare, diretto da Guido Manuli e Maurizio Nichetti
- 1975-1977: Corto Maltese per la serie televisiva per "Supergulp! Fumetti in TV", personaggio di Hugo Pratt
- 1971: Nick Carter per la serie televisiva per "Gulp! fumetti in TV", personaggio di Bonvi
- anni '70: ha realizzato animazioni per diversi spot pubblicitari tra i quali il celebre omino coi baffi della Bialetti, personaggio creato da Paul Campani.
- 1948: Alì califfo di Bagdad e dintorni, diretto da Paul Campani
- 1948: L'asino e la pelle del leone, diretto da Paul Campani

Regista
- 1978: Sandrone, la Polonia e Sgorghiguelo